# Filippo Rinaldi
Blahoslavený Filippo Rinaldi (28. květen 1856 – 5. prosince 1931) byl třetí (resp. čtvrtý) rector major (generál) salesiánů. Předtím byl vikářem svých dvou předchůdců: bl. Michaela Rua a Paola Albery. Inicioval založení Sekulárního institutu dobrovolníků Dona Bosca (VDB). Za jeho vedení vzrostl o více než polovinu počet řádových domů a počet členů řádu se téměř zdvojnásobil.

## Beatifikace
Papež sv. Jan Pavel II. jej 29. dubna 1990 prohlásil za blahoslaveného, katolická církev slaví jeho svátek 5. prosince.